# Anomalini
Anomalini — триба хлебных жуков и хрущиков из семейства пластинчатоусых, распространённые повсеместно. Она содержит один из самых больших родов в царстве животных — Anomala, насчитывающий одну четверть подсемейства а именно около 1000 видов.

## Описание
Верхняя губа горизонтально расположена по отношению к наличнику. Усики 9-сегментные.

## Экология и местообитания
Взрослые жуки питаются в основном растительными частями, такие как цветки и листья. Личинки питаются в основном корнями растений. Интродуцированный вид в Северную Америку — Popillia japonica, наносит огромный вред сельскохозяйственным зерновым культурам и декоративным растениям.

## Классификация
Классификация согласно Smith, 2006:
- Список родов: Anisoplia — Anomala — Anomalacra — Anomalorhina — Anthoplia — Balanogonia — Blitopertha — Brancoplia — Callirhinus — Callistethus — Chaetopteroplia — Chelilabia — Dilophochila — Epectinaspis — Exomala — Hemichaetoplia — Leptohoplia — Mazahuapertha — Mimela — Nayarita — Pachystethus — Phyllopertha — Popillia (Popillia bhutanica) — Rugopertha — Strigoderma — Yaaxkumukia